# 크랜베리 소스

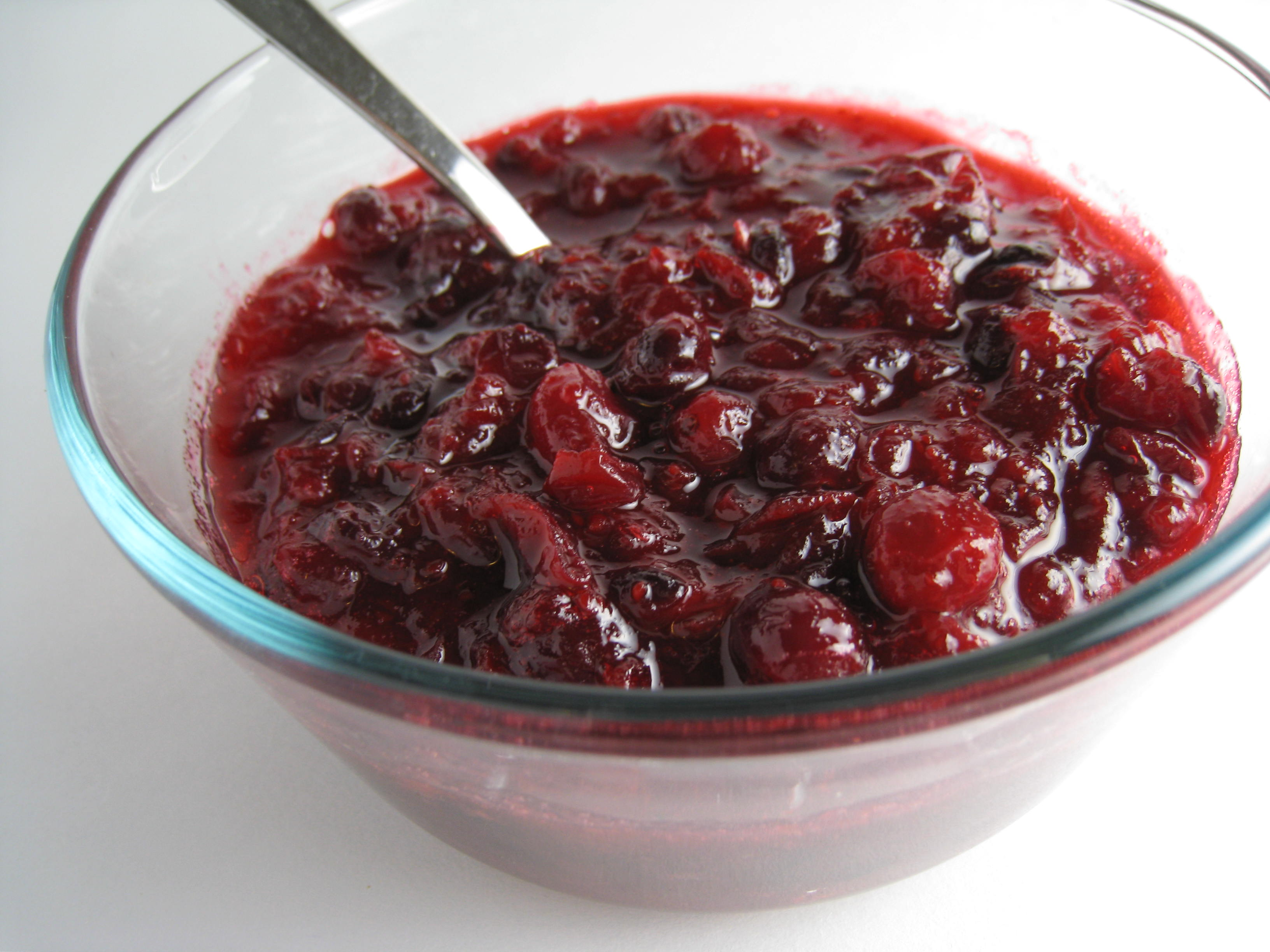

크랜베리 소스(cranberry sauce) 또는 크랜베리 잼(cranberry jam)은 넌출월귤아속으로 만든 소스 또는 렐리시로, 일반적으로 북미의 추수감사절 저녁 식사와 영국 및 캐나다의 크리스마스 저녁 식사와 함께 조미료 또는 반찬으로 제공된다. 소스가 만들어지는 지역에 따라 맛의 차이가 있다. 유럽에서는 일반적으로 약간 신맛이 나는 반면 북아메리카에서는 일반적으로 더 달게 느껴진다.

## 같이 보기
- 월귤잼